# Konstantín Villebois
Konstantín Petróvitx Villebois (en rus Константин Петрович Вильбоа, Konstantín Petróvitx Vilboà) (Sant Petersburg, 1817 - Varsòvia, Polònia, 1882) fou un compositor rus. El seu cognom és d'origen francès.
Com d'altres músics russos que assoliren fama, en un principi seguí la carrera militar, que abandonà més tard per cultivar l'art musical, en què assolí distingir-se com a autor de cançons, moltes de les quals es feren populars.
També estrenà a Moscou, el 1861, una òpera titulada Nataixa, i va compondre diverses col·leccions de cants populars russos.